# Ti avrò
Ti avrò (укр. «Ти будеш моєю» ) — студійний альбом італійського співака та кіноактора Адріано Челентано, випущений 1978 року під лейблами «Clan Celentano» і «Ariola».

## Про альбом
Платівка складалася з нових, раніше не опублікованих пісень. «Ti avrò» мав великий успіх, він посідав 2 позицію в італійському чарті «Топ-100» найкращих альбомів 1978 року і добре продавався, всього випущено 1.500.000 платівок.
Перша сторона альбому представлена консервативно-естрадною музикою в стилі поп-рок. Друга сторона платівки містить музику в стилі диско. Попри те, що альбом був добре прийнятий в Європі, жодна пісня з нього не стала класичним хітом Челентано. Заголовна пісня «Ti avrò» посідала 1 позицію в італійському чарті «Топ-100» найкращих синглів 1978 року.
Автори пісень диску Крістіано Мінеллоно, Рональд Джексон, Даніеле Байма Бескет, Адріано Челентано і Крістіано Мальджольї. Аранжування створили: Денні Байма Бескет, Натале Массара, Роберто Коломбо і Тоні Міммс. Продюсерами альбому стали близький друг співака Мікі Дель Прете і Денні Байма Бескет.
Французька обкладинка альбому відрізнялася від усіх інших видань, вона містила фотографію Челентано.
Альбом випускався на LP-платівках в Італії, Португалії, Німеччині, Франції і США. З 1991 року альбом перевидавався на CD. П'ять пісень альбому виходили як сингли на LP у чотирьох країнах Європи. Пісня «Ti Avrò» випускалася в Італії, Португалії, Німеччині і Франції. Пісня «La Moglie, L'Amante, L'Amica» — в Італії, Португалії і Німеччині. У Франції виходила пісня «Lascero». В Італії — платівка з піснями «Vetrina» і «Che Donna».

## Трек-лист
LP
Сторона «А»
| #  | Назва                                     | Автор                                                      | Тривалість |
| -- | ----------------------------------------- | ---------------------------------------------------------- | ---------- |
| 1. | «Ti avrò» (Ти будеш моєю)                 | Крістіано Мінеллоно, Рональд Джексон, Даніеле Байма Бескет | 6.47       |
| 2. | «Se vuoi andare vai» (Якщо ти хочеш піти) | Крістіано Мінеллоно, Рональд Джексон, Даніеле Байма Бескет | 6.10       |
| 3. | «Vetrina» (Вітрина)                       | Адріано Челентано                                          | 4.14       |

Сторона «Б»
| #     | Назва                                                    | Автор                                                       | Тривалість |
| ----- | -------------------------------------------------------- | ----------------------------------------------------------- | ---------- |
| 4.    | «Che donna» (Що жінка?)                                  | Крістіано Мальджольї, Рональд Джексон, Даніеле Байма Бескет | 6.02       |
| 5.    | «Lascerò» (Я залишусь)                                   | Рональд Джексон                                             | 5.42       |
| 6.    | «La moglie, l'amante, l'amica» (Дружина, коханка і друг) | Крістіано Мальджольї, Даніеле Байма Бескет                  | 7.03       |
| 36:40 |                                                          |                                                             |            |

## Творці альбому
- Вокал — Адріано Челентано
- Аранжування — Денні Байма Бескет (треки: A1, A2, Б1, Б3), Натале Массара (трек: A3), Роберто Коломбо (треки: A1, A2), Тоні Міммс (треки: Б1, Б3)
- Менеджмент — Мікі Дель Прете
- Продюсер — Денні Байма Бескет (треки: A1, A2, Б1, Б3), Мікі Дель Прете (трек: A3)

## Ліцензійне видання

### Альбом
| Назва                               | Лейбл                   | Маркування    | Країна     | Рік      |
| ----------------------------------- | ----------------------- | ------------- | ---------- | -------- |
| Ti Avrò (LP, Album)                 | Clan Celentano          | CLN 20053     | Італія     | 1978     |
| Ti Avrò (8-Trk, Album)              | Clan Celentano          | 32 CNL 20053  | Італія     | 1978     |
| Ti Avrò (Cass, Album)               | Clan Celentano          | 30 CLN 20053  | Італія     | 1978     |
| Ti Avrò (LP)                        | Orfeu                   | SPAT 4028     | Португалія | 1978     |
| Ti Avrò (LP, Album)                 | Ariola                  | 38 031 1      | Німеччина  | 1978     |
| Ti Avrò (LP, Album)                 | Eurodisc                | 913 216       | Франція    | 1978     |
| Ti Avrò (LP, Album)                 | Peters International    | PLD 4220      | США        | 1978     |
| Ti Avró (Cass, Album)               | Ariola                  | 57 878 GT     | Німеччина  | 1978     |
| Ti Avró (LP, Album)                 | Ariola                  | 26 179 XOT    | Німеччина  | 1978     |
| Ti Avró (LP, Album, RE)             | CGD                     | 207 478       | Німеччина  | 1986     |
| Ti Avrò (CD, Album, RM)             | Clan Celentano          | 9031 74421-2  | Італія     | 1991     |
| Ti Avrò (CD, Album, RE)             | Universal               | 3259130004939 | Італія     | 2012     |
| Ti Avrò (CD, Album, RE)             | Clan Celentano, CGD     | 9031-74421-2  | Європа     | невідомо |
| Ti Avrò (CD, Album, RE, Unofficial) | Clan Celentano (2), CGD | 9031-74421-2  | Росія      | невідомо |
| Ti Avrò (LP, Album)                 | Yanki Plak              | YP 664        | Туреччина  | невідомо |
| Ti Avrò (LP, Album, RE)             | Clan Celentano          | 9031-74421-1  | Європа     | невідомо |

### Сингли з альбому
| Назва                                              | Лейбл              | Маркування    | Країна     | Рік  |
| -------------------------------------------------- | ------------------ | ------------- | ---------- | ---- |
| Ti Avrò/La Moglie, L'Amante, L'Amica (7")          | Clan Celentano     | CLN 10089     | Італія     | 1978 |
| Ti Avrò/Lascero (7", Single)                       | Eurodisc, Eurodisc | 11 480, 91178 | Франція    | 1978 |
| Ti Avrò/Lascero (Vinyl, 7", 45 RPM, Moulded Label) | Eurodisc           | 911178        | Франція    | 1978 |
| Ti Avrò/La Moglie, L'Amante, L'Amica (7", Single)  | Ariola             | 15 774 AT     | Німеччина  | 1978 |
| Ti Avrò/La Moglie, L'Amante, L'Amica (7")          | Orfeu              | KSAT 650      | Португалія | 1978 |
| Ti Avrò/La Moglie, L'Amante, L'Amica (7", Jukebox) | Clan Celentano     | YD 514        | Італія     | 1978 |
| Vetrina/Che Donna (Vinyl, 7", 45 RPM, Jukebox)     | Clan Celentano     | YD 523        | Італія     | 1978 |